# 東方三博士の礼拝 (レンブラント)
『東方三博士の礼拝』（とうほうさんはかせのれいはい、蘭: De aanbidding door de koningen、伊: L'Adorazione dei Magi、英: The Adoration of the Magi）は、17世紀オランダ黄金時代の巨匠レンブラント・ファン・レインが1632年-1633年頃、制作した絵画である。最近、ローマで発見され、レンブラントに帰属された
。作品はキャンバスに貼付した紙上の油彩画で、縦54センチ、横44センチである。主題は『新約聖書』の「マタイによる福音書」(2:1-13) から取られており、イエス・キリストの誕生を祝いにはるばるやってきた東方三博士の礼拝を描いている。作品は、「イエス・キリストの生涯と受難」連作の準備として描かれた可能性が高い。現在の所有者であるローマの家族は絵画を所有し続ける予定であるが、美術館には貸し出す予定である。

## 作品
作品は、2016年にローマの所有者の家の壁から落下した際に発見された。落下のため額縁が損傷を受けたため、所有者は修復者のもとに持ち込んだ。修復者のアントネッラ・ディ・フランチェスコ (Antonella di Francesco) は、洗浄の際、作品が、所有者が信じていたようなレンブラントの複製ではなく、真作であることに気がついた。在ローマ・フランス・アカデミーは2021年6月22日、その帰属を確認した後、イタリア遺産基金 (Fondazione Patrimonio Italia) の支持のもと、アカデミーのヴィラ・メディチの本拠地において「Rembrandt: Identifying the Prototype, Seeing the Invisible」(レンブラント：原型を認識し、不可視を見る」と題したシンポジウムを開催し、作品を展示した。
レンブラント自身によるこの真作は、レンブラント研究プロジェクトを含め研究者により失われたものと考えられ、エルミタージュ美術館とイェーテボリ美術館にある複製だけが知られていた。なお、オランダ美術史研究所では、エルミタージュ美術館にある作品の帰属をレンブラント、もしくはレンブラントの工房、もしくはレンブラントの作品にもとづくものとしている。

## ギャラリー

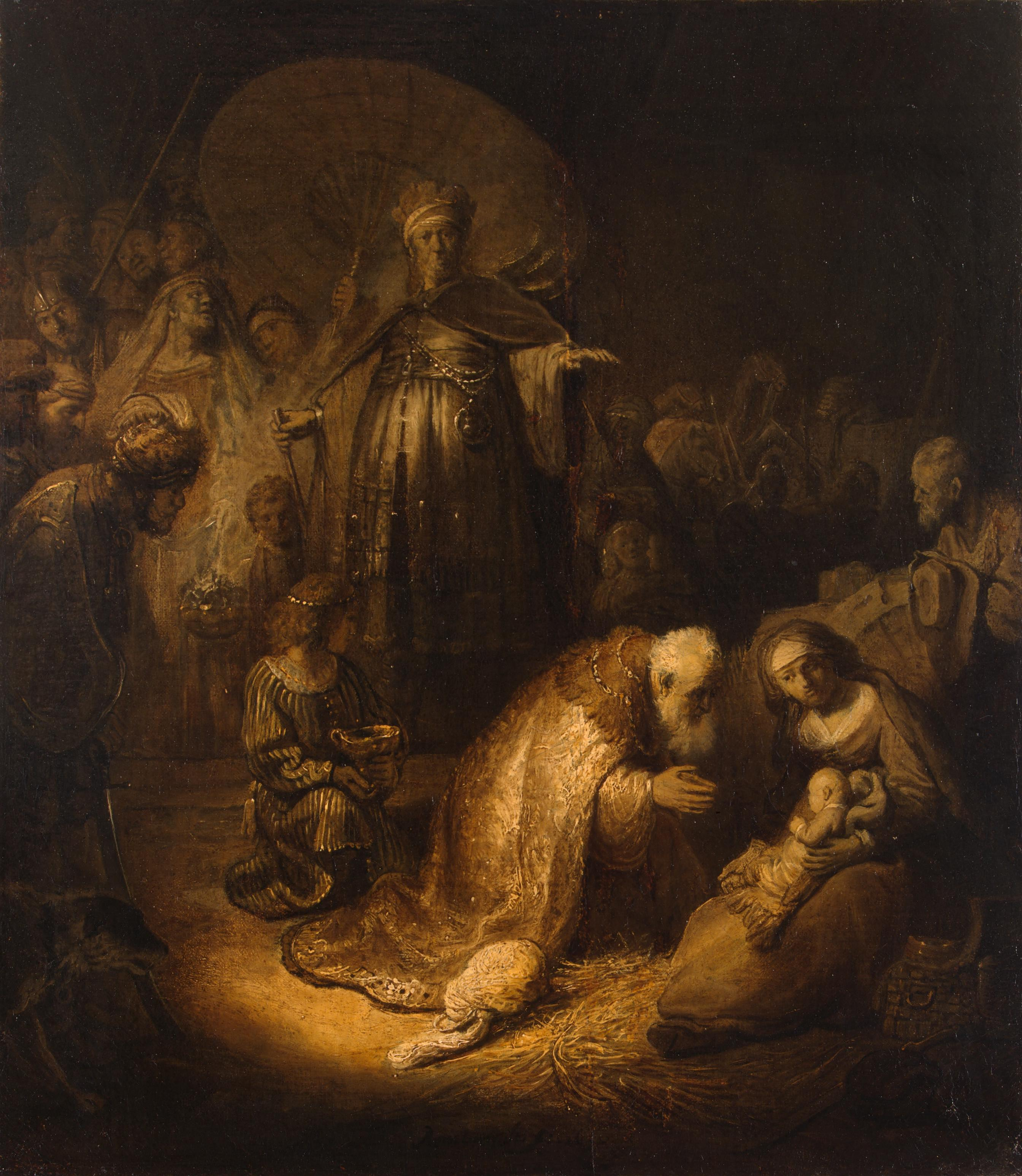
『東方三博士の礼拝』の複製、エルミタージュ美術館
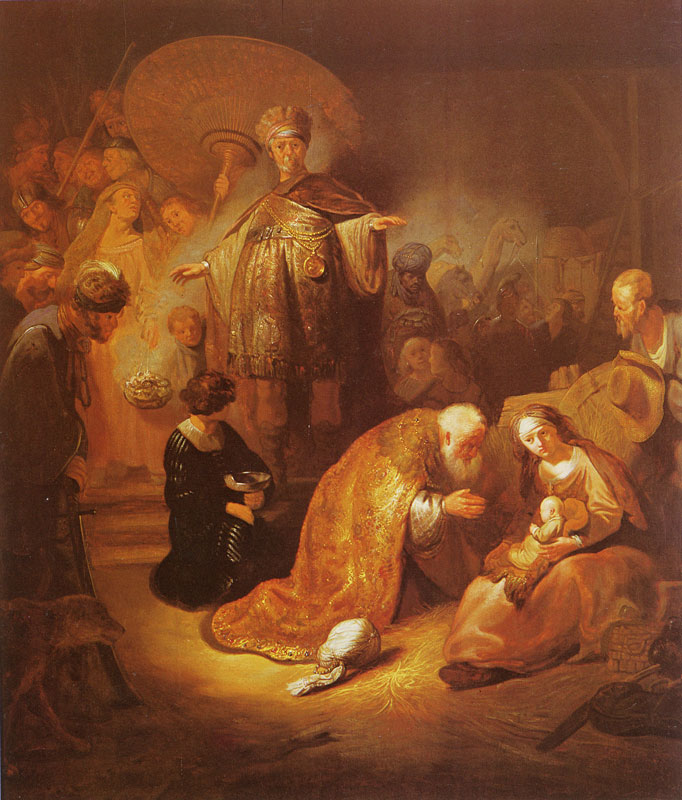
『東方三博士の礼拝』の複製、イェーテボリ美術館